# Ван Доорслаер, Эдди
Эдди Карел Алина ван Доорслаер (англ.  Eddy Karel Alina van Doorslaer; родился 24 февраля 1958, Виллебрук, провинция Антверпен, Бельгия) — голландский экономист, профессор экономики Роттердамского университета Эразма.

## Биография
Эдди родился 24 февраля 1958 года в Виллебрук, провинция Антверпен, Бельгия.
Э. ван Доорслаер прошёл обучение в 1976—1980 годах и получил степень магистра наук по прикладной экономике в Антверпенском университете. Затем в 1980—1981 годах служба в армии. В 1981—1982 годах обучение в университете Йорка, где получил степень магистра наук по экономике здравоохранения. А в 1987 году удостоен докторской степени в университете Маастрихта с диссертационной темой «Здоровье, знание и потребность в медицинской помощи: эконометрический анализ».
Преподавательскую деятельность начал в качестве лектора по экономике здравоохранения на кафедре экономики здравоохранения факультета медицинских наук университета Маастрихта в 1983—1988 годах и старшим лектором в 1988—1990 годах. В 1990—1996 годах был ассоциированным профессором экономики здравоохранения кафедры политики и управления здравоохранения Роттердамского университета Эразма и в 1990—1996 годах был также старшим научным сотрудником Института оценки медицинских технологий Роттердамского университета Эразма. В 1992—1996 годах был заведующим кафедры экономики здравоохранения имени доктора Пол Янссена в Антверпенском университете. В 1996—1997 годах был приглашённым сотрудником Исследовательского центра служб здравоохранения при университете Британской Колумбии. В 1997—2005 годах занял должность полного профессора экономики здравоохранения Роттердамского университета Эразма. В 2013—2014 годах был приглашённым профессором экономики Кейптаунского университета.
В настоящее время Э. Доорслаер является адъюнкт-профессором в Технологическом университете Сиднея с 2005 года, старшим научным сотрудником Института Тинбергена с 2006 года, научным сотрудником NETSPAR при университете Тилбурга, внешним сотрудником HEDG при университет Йорка с 2007 года, а также полным профессором экономики здравоохранения кафедры прикладной экономики Школы экономики Эразма и кафедры политики и управления здравоохранения Роттердамского университета Эразма.
Э. Доорслаер являлся президентом Голландско-Фламандской ассоциации экономики здравоохранения в 1998—2003 годах, а также президентом Бельгийско-голландской ассоциации экономики здравоохранения в 1998—2002 годах, член Международной ассоциации экономики здравоохранения в 2005—2009 годах.
Э. Доорслаер является помощником редактора Journal of Health Economics с 1997 года и Health Economics с 2009 года, членом редколлегии журнала «Journal of Health Services Research & Policy» с 1997 года, журнала Population Health Metrics с 2004 года и журнала «Netspar» с 2011 года.
Семья
Эдди женат и имеет трёх детей.

## Награды
За свои достижения в области экономики был удостоен рядом наград:
- 1980 — summa cum laude от Антверпенского университета,
- 1981 — стипендия GlaxoSmithKline по экономике здравоохранения от университета Йорка[англ.],
- 1981 — двухлетняя межвузовская стипендия для докторантов управленческой науки,
- 2006 — второй среди самых цитируемых голландских научных сотрудников по Google Scholar,
- 2007—2013 — ежегодная премия за лучшую исследовательскую работу от Роттердамского университета Эразма,
- 2010 — самый цитируемый среди голландских экономистов по индексу Хирша,
- 2013 — член Королевской академии наук и искусств Нидерландов.